# Callicarpa havilandii
Callicarpa havilandii là một loài thực vật có hoa trong họ Hoa môi. Loài này được (King & Gamble) H.J.Lam mô tả khoa học đầu tiên năm 1919.